# Гогенцоллерн, Георг Фридрих фон
Георг Фридрих Фердинанд, принц Прусский (нем. Georg Friedrich Ferdinand Prinz von Preußen; род. 10 июня 1976, Бремен, ФРГ) — сын принца Людвига-Фердинанда-Оскара-Христиана Прусского, внук принца Луи Фердинанда Прусского и Киры Кирилловны Романовой, правнук кронпринца Вильгельма и праправнук Вильгельма II, последнего императора Германии, правнук Великого князя Кирилла Владимировича. Один из претендентов на императорский престол в России.

## Биография
Родился 10 июня 1976 года в Бремене, ФРГ. Сын принца Людвига-Фердинанда-Оскара-Христиана Прусского (1944—1977) и графини Донаты Кастель-Рюденхаузен (1950—2015).
Был объявлен главой Германского Императорского и Прусского Королевского Дома 26 сентября 1994 года. Его мать после смерти супруга в 1991 году вышла во второй раз замуж за принца Фридриха Августа Ольденбургского (1936—2017) и приняла титул герцогини Ольденбургской по второму супругу.
Учился в средней школе в Бремене, а затем в Ольденбурге. Окончил Гленалмондский колледж под Перт-энд-Кинросс в Шотландии. После двухлетней военной службы в составе части горных егерей в Миттенвальде, изучал деловое администрирование в Техническом университете Фрайбергской горной академии в Саксонии.
Майор резерва бундесвера. Он также является бизнесменом и руководит технологической компанией.

## Семья
21 января 2011 Георг Фридрих объявил о своей помолвке с принцессой Софией Изенбургской (род. 7 марта 1978), младшей дочерью Франца-Александра, князя Изенбургского (род. 1943) и его жены, урождённой графини Кристины фон Саурма-Елч (род. 1941). София через свою бабушку по отцу происходит от русских княжеских династий Раевских, Голицыных, Толстых, и является правнучкой в 15 поколении Софьи Палеолог и Ивана III. Гражданская церемония прошла в Потсдаме 25 августа 2011. Венчание прошло в Церкви Мира в парке дворца Сан-Суси в Потсдаме 27 августа 2011, в ознаменование 950-летней годовщины основания Дома Гогенцоллернов. Венчание транслировалось в прямом эфире по местному телевидению.
В браке Георга Фридриха и Софии Прусских родилось четверо детей:
- принц Карл Фридрих (род. 20 января 2013);
- принц Луи-Фердинанд (род. 20 января 2013);
- принцесса Эмма-Мария (род. 2 апреля 2015);
- принц Генрих-Альберт (род. 17 ноября 2016).

## Предки
Отец Георга Фридриха Фердинанда, Луи Фердинанд родился в 1944 году в Гольцове. В 1967 году ушёл добровольцем служить в бундесвер с целью стать офицером. В 1972 году начал работать в банке, и продолжал служить в своей военной части на регулярной основе. В 1977 году попал в тяжёлую аварию во время военных манёвров, застряв между двух автомобилей. Его нога была ампутирована и он скончался через несколько недель — 11 июля 1977 года в Бремене.

## Титулы и стили
- 10 июня 1976 года — 26 сентября 1994 года: «Его Королевское Высочество Принц Георг Фридрих Прусский»
- 26 сентября 1994 года — настоящее время: «Его Императорское и Королевское Высочество Принц Прусский» (Глава дома Гогенцоллернов именуется «Его Императорское и Королевское Высочество», а остальные члены династии — «Его Королевское Высочество»).

Официально известен в Германии как «Георг Фридрих, принц Прусский».

## Награды
- Кавалер Большого Креста Ордена Чёрного орла[8][9][10][11][12]
- Кавалер Большого Креста Ордена Красного орла[11]
- Кавалер Ордена прусской короны
- Кавалер Ордена Короны
- Кавалер Ордена Дома Гогенцоллернов[12]
- Кавалер Ордена за заслуги
- Кавалер Ордена Луизы
- Кавалер Ордена Вильгельма
- Орден Великой княгини Елизаветы Фёдоровны (Императорское православное палестинское общество, 2019 год)[13]